# Kenji Miyazawa
Kenji Miyazawa (宮沢 賢治, Miyazawa Kenji), né le 27 août 1896 à Hanamaki, dans la préfecture d'Iwate, et mort dans la même ville le 21 septembre 1933, est un poète, romancier et auteur de contes et nouvelles japonais. Il fut également connu pour sa ferveur bouddhique et son militantisme social.

## Biographie
Kenji Miyazawa naît le 27 août 1896 à Hanamaki, ville située dans la région plutôt pauvre d'Iwate, dans une famille aisée de commerçants de vêtements.
L'année de sa naissance est marquée par des catastrophes naturelles sans précédent. Le 5 mai 1896, durant la soirée de célébration du Buyō, un tsunami dévastateur touche la région, engloutissant des villages et causant la disparition de 20 000 personnes. Le tremblement de terre de Rikuu a aussi lieu la même année, le 31 août.
En cette ère Meiji, qui marque la modernisation du Japon, le pays fait face aux difficultés nombreuses qu'il connaît (fragilité face à la mer, problèmes sanitaires graves en raison de fortes précipitations, faiblesse de rendement des sols et famine) et se lance notamment dans des projets d'endiguement.

### Un poète agronome
Très jeune, Kenji Miyazawa est ému par le sort de la paysannerie et tout particulièrement les problèmes liés au faible rendement des sols pauvres de la région. À cette époque, de fortes pluies sont à l'origine d'une succession de mauvaises récoltes, causant des problèmes sanitaires nombreux, malnutrition, dysenterie.
Enfant, à l'âge de 6 ans, il est hospitalisé en raison de la dysenterie bacillaire, une épidémie qui touche régulièrement et durement le Japon de l'époque, et dont le bacille (la Shigella dysenteriae) est découvert en 1896 par le docteur japonais Kiyoshi Shiga.
À l'âge de 13 ans, il entre en pension pour suivre des études au collège. C'est durant cette période qu'il écrit ses premiers poèmes, sous la forme de tankas, poèmes traditionnels japonais composés de trente-et-une mores. Il débute également une collection de minéraux.
Il s'intéresse fortement à la géologie et se lance dans des études d'agronomie afin de pouvoir aider un jour la communauté agricole.
Son intérêt et son engagement pour le monde rural sont une source de désaccord avec son père qui souhaite que son fils aîné reprenne l'affaire familiale.
Étudiant doué, il intègre l’École supérieure d'agronomie de Morioka (devenue depuis lors le département d'agriculture de l'université d'Iwate), de renommée nationale, où il suit des études de géologie. Il est major de la promotion 1915. Sa passion pour la géologie, les mathématiques, l'astronomie transparaît dans ses œuvres. Il finit ses études avec mention.
Durant quelques années, il travaille en tant que chercheur pour cette école et porte ses études sur l'amélioration de la fertilité des sols et les engrais avant de démissionner pour partir pour Tokyo.
Il passera quelques mois dans l'effervescence de la grande ville, se consacrant à l'écriture et s'intéressant au milieu culturel.
C'est la grave maladie de sa sœur cadette, Toshiko (avec qui, au sein d'une famille avec laquelle les rapports sont souvent houleux, il a tissé des liens très forts), qui le conduit à revenir à Hanamaki. La jeune femme a contracté une grave maladie et meurt le 22 novembre 1922. Il demeurera profondément marqué par cette perte.
Kenji Miyazawa exerce de 1921 à 1933 la fonction de professeur à l'école agricole de Hanamaki. Les étudiants gardent de lui l'image d'un professeur passionné et un brin excentrique, préférant parfois donner cours en extérieur et s'impliquant dans la vie associative de l'école en permettant aux élèves d'interpréter des pièces de théâtre qu'ils auront écrites.
Il contribue activement à la vie associative de sa région. Il crée une association réunissant des agriculteurs, délivrant des cours d'agronomie, développant des activités culturelles (théâtre, musique, littérature).

### L'influence duSūtra du Lotus
À 18 ans, il découvre le Sūtra du Lotus, une œuvre majeure du bouddhisme qui ne le quittera plus, et il devient un fervent adepte de la secte bouddhique Nichiren. Cette « radicalisation » de sa foi sera mal perçue par sa famille, pratiquant une forme de bouddhisme plus modérée.
Il mène dès lors une vie entièrement dédiée au développement spirituel, une vie d'ascète se lançant dans de nombreux travaux : écriture, étude de la musique, étude des langues, dont l'espéranto qui l'intéresse tout particulièrement, enseignement, vie associative, sociale et culturelle. Il refuse de prendre la succession de son père à la tête du commerce familial et ne fondera pas de famille.
À travers des œuvres oniriques teintées parfois d'animisme, il rend hommage à la nature, mais également aux qualités de travail, de sagesse, d'amour de son prochain. En éternel étudiant, il n'a de cesse de proclamer son amour du travail et de la science, sa soif de connaissance, sa curiosité et sa fascination sans cesse renouvelés face à la nature et à la condition humaine.

### Un poète maudit
De son vivant, seuls deux de ses textes sont publiés : Le Restaurant aux nombreuses commandes et les premiers versets de Printemps et Ashura. Il publie les textes précités à compte d'auteur. Poète de l'ombre et écrivain foisonnant, il ne sera ainsi pas connu du grand public de son vivant et ne vivra pas de son écriture.
La dureté et la pauvreté de la région dans laquelle il vit, la disparition de sa jeune sœur, auront une forte influence sur son œuvre. Le thème de la disparition précoce de l'être cher apparaît souvent dans ses nouvelles, que ce soit dans Train de nuit dans la Voie lactée ou dans l'hommage à la Malibran.
Il tombe gravement malade en raison d'une pleurésie mal soignée et retourne alors auprès de sa famille. Il succombe à une pneumonie et une tuberculose le 21 septembre 1933, à l'âge de 37 ans.

## Œuvre
La grande majorité de l'œuvre de Miyazawa a été publiée à titre posthume, à partir des années 1930, et il est alors reconnu par la critique pour devenir l'un des auteurs les plus lus du Japon.
Son œuvre complet en langue japonaise comprend seize tomes. Il est très diversifié, allant de la poésie sous des formes traditionnelles, classiques ou libres, aux contes, dont on compte une centaine, en passant par les essais, les romans et les nouvelles.
Certaines de ses œuvres ont été éditées au Japon en format pour jeune public.

### «Nos champs, une immense œuvre d'art à quatre dimensions»
« Ne faut-il pas faire de nos champs, de toute notre vie, une immense œuvre d'art à quatre dimensions ? » s'interroge Kenji Miyazawa. Son parcours poétique en est l'ample illustration.
Il estime que « les artistes professionnels doivent disparaître tout à fait. Tout un chacun doit donner libre cours à sa sensibilité artistique. »
L'écriture de Miyazawa est notamment caractérisée par la création d'un vocabulaire poétique nouveau, mêlant à une langue simple et rythmique, onomatopées, dialecte d'Iwate ou encore termes scientifiques ou bouddhiques. Ce style folklorique se retrouve dans sa poésie comme dans ses contes en prose.

### «Embrasser l'univers des étoiles»
« La perception de soi du poète part de l'individu, passe par le groupe et la société et finit par embrasser l'univers des étoiles. »
Son œuvre s'inscrit dans un contexte très riche au niveau international, prompt au développement intellectuel. Le monde vit le développement croissant des sciences et des innovations techniques tandis que sur le plan culturel et politique de nombreux mouvements forts naissent : marxisme, anarchisme, surréalisme… Kenji Miyazawa, pleinement conscient et curieux de ces préoccupations est à l'image de ce monde en plein changement.
Son œuvre est atypique, à l'image de son auteur et de sa vie : concentré, énigmatique, à la fois intime et universel, scientifique et mystique, optimiste et mélancolique, concis et contemplatif.
L'auteur s'est beaucoup intéressé à l'espéranto. Il n'a que peu écrit dans cette langue, mais il a intégré des mots d'espéranto dans ses œuvres. Ses œuvres ont été traduites en espéranto.

### Les neiges d'Iwate
L'auteur compose une œuvre contemplative de son environnement, mais sans s'étendre dans de longues descriptions. Il dépeint les plaines et les forêts du Japon, la rigueur des saisons de sa région avec un réalisme qui lui est propre, à base d'onomatopées, donnant ainsi la parole à la faune et à la flore locale.
Il est impossible d'évoquer l'œuvre de Miyazawa sans parler de la terre qui l'a vu naître, dont il s'est épris et qui l'a largement inspiré. Pour repérer Iwate, ses caractéristiques géographiques peuvent être configurées.
Ancienne préfecture de Morioka, Iwate se situe au nord-est de l'île de Honshû. Le climat de la région d'Iwate s'apparente au climat montagnard, assez frais, avec des neiges des mois de novembre à mars plus ou moins abondantes. Sa zone côtière, longeant le Pacifique, connaît l'emprise des brouillards. Les températures ne dépassent pas les 20 °C lors des mois de juin, juillet et septembre et c'est à cette période que les précipitations sont les plus importantes.
Miyazawa dépeint avec une sensibilité surprenante les tempêtes de neige, le vent de la région, faisant revivre des personnages de légende, comme celui de la Reine des neiges prenant les vies des gens perdus dans les tempêtes qu'elle soulève.

### Liste des œuvres traduites en français
À noter que certains recueils de nouvelles publiés en France comportent, malgré des titres identiques, des textes différents :
- Train de nuit dans la Voie lactée, traduit par Hélène Morita, Intertextes (collection « Lettres du monde »), 1989 (réédition 1991) ; réédition Le Serpent à Plumes (collection « Motifs »), 1995 (réédition 2000). Ce recueil comprend :
  - Train de nuit dans la Voie lactée
  - Gauche le violoncelliste
  - Matasaburo, le vent
- Le Train de la Voie lactée, traduit par Françoise Lecœur, Critérion, 1990. Ce recueil comprend :
  - Le Dieu de la terre et le renard
  - L'Étoile de l'engoulevent
  - Les Glands et le chat sauvage
  - Le Mois des narcisses
  - L'Homme de la montagne
  - Gauche le violoncelliste
  - Le Train de la Voie lactée
  - Matasaburo, l'enfant du vent
  - Opbel et l'éléphant
  - Le Restaurant aux nombreuses commandes
- Traversée de la neige, traduit par Hélène Morita, Intertextes, 1991. Ce recueil comprend :
  - Place de Pollano
  - Les Ours de la montagne Nametoko
  - Le Cyprès et les Pavots sauvages
  - La Grue et les Dahlias
  - Le Quatre du mois des narcisses
  - La Poire sauvage
  - Traversée de la neige
  - Que la pluie ne m'abatte
- Traversée de la neige et autres récits, traduit par Hélène Morita, Noël Blandin, 1991. Ce recueil comprend :
  - Train de nuit dans la Voie lactée
  - Gauche le violoncelliste
  - Matasaburo, le vent
  - Place de Pollano
  - Les Ours de la montagne Nametoko
  - Le Cyprès et les Pavots sauvages
  - La Grue et les Dahlias
  - Le Quatre du mois des narcisses
  - La Poire sauvage
  - Traversée de la neige
- Traversée de la neige, traduit par Hélène Morita, Le Serpent à Plumes (collection « Motifs »), 1994 (réédition 2001). Ce recueil comprend :
  - Les Ours de la montagne Nametoko
  - Le Cyprès et les Pavots sauvages
  - La Grue et les Dahlias
  - Le Quatre du mois des narcisses
  - La Poire sauvage
  - Traversée de la neige
  - Place de Pollano

- Le Coquillage de feu et autres contes, traduit par Françoise Lecœur, L'Harmattan (collection « Lettres asiatiques »), 1995. Ce recueil comprend :
  - Prélude à la danse des cerfs
  - Le Général Sou-bâ-yû et les trois frères médecins
  - Le Coquillage de feu
  - La Bonne Pierre volcanique
  - L'Enfant des oies sauvages
  - Les Bottes en caoutchouc de la grenouille
  - Le Magnolia
  - La Valise de cuir
  - La Biographie de Gusuko Budori (Cette nouvelle a été éditée à part chez L'Harmattan en 2015 sous le titre Budori, l'étrange voyage. Il s'agit d'une libre adaptation à destination de la jeunesse.)
  - La Nuit de la forêt des chênes
  - Le Parc forestier Kenjû
- Danse du sabre au village de Haratai ; Le Printemps et le démon Asura dans Anthologie de poésie japonaise contemporaine, deux poèmes traduits par Yves-Marie Allioux, Gallimard (collection « Du monde entier »), 1986.
- Coulée de lave ; Le Mont Iwaté, traduits par René de Ceccatty et Ryôji Nakamura, dans la Europe no 693-694, janvier-février 1987.

- La Pilule des six dieux, nouvelle traduite par Hélène Morita, Éditions Grandir, 1996.
- Le Bureau des chats, nouvelles traduites par Élisabeth Suetsugu, Éditions Picquier, 1997 ; Picquier poche, 2009 ; La Loupe (édition en gros caractères), 2010.
- Le Diamant du Bouddha, nouvelles traduites par Hélène Morita, Le Serpent à plumes, 1997 ; Le Serpent à plumes (collection « Motifs »), 2003.
- Les Fruits du ginkgo, nouvelles traduites par Hélène Morita, Le Serpent à plumes, 1997 ; Le Serpent à plumes (collection « Motifs »), 2006. Ce recueil comprend :
  - Les Lys de Gadolf
  - Le Jeune Écho
  - Tanéli avait vraiment l'impression d'avoir mâché toute la journée
  - Yomata, le Lys merveilleux
  - Trois Diplômés de l'école du Blaireau
  - L'Office des chats
  - La Biographie de Nénémou Pène-Nène-Nène-Nène-Nène
  - Les Enfants-Fruits du Gingko
  - Histoires de farfadets
  - La Fourrure du rat-des-neiges
  - Le Dragon et le poète
- Les Pieds nus de lumière, nouvelles traduites par Hélène Morita et Shizuko Bugnard, Le Serpent à Plumes,1998 ; Le Livre de poche (collection « Biblio »), 2003. Ce recueil comprend :
  - Les nuits à la belle étoile du savant Professeur Chêne
  - Le dieu de la terre et le renard
  - Griserie au vin de tulipe
  - Le milan teinturier
  - « Chez le lynx »
  - Narao et les trois singes
  - Une fin d'octobre
  - L'Homme-des-Montagnes et le grémil
  - Le Professeur Boîte-à-oiseaux et la souris Fouh
  - Le printemps à l'école agricole de Ihatovo
  - Le lynx et les glands
  - Les tomates jaunes
  - Les magnolias
  - L'étoile du faucon de la nuit
  - La Malibran et la jeune fille
  - Les pieds nus de lumière
- Printemps et Ashura, nouvelle traduite par Françoise Lecœur et adaptée par Francis Coffinet, Editions Fata Morgana, 1998.
- Les Astres jumeaux, dix nouvelles traduites par Hélène Morita, Le Serpent à Plumes, 2006 ; Le Serpent à Plumes (collection « L'Ecdysiaste »), 2018. Ce recueil comprend :
  - Kajû et la danse des cerfs
  - La Chênaie dans la nuit
  - Les Rainettes et le crapaud
  - Au printemps, l'Homme-des-Montagnes fait un rêve
  - Le Feu du coquillage
  - Lin Pâ, Lin Poû, Lin Pô, fantaisie chinoise
  - Les Bêtes au clair de lune
  - Le Commissaire qui aimait trop le poison
  - Le Bois de Kenjû, le bois pour tous
  - Les Astres jumeaux
- Matin d'adieu, texte traduit par Ryoko Sekiguchi et Patrick Honnoré, La Cocotte (Collection « Raconte-moi une histoire de cuisine », volume 9), 2012. Repris dans Le Club des gourmets et autres cuisines japonaises, POL, 2013.
- Les Pieds nus de lumière, contes traduits par Hélène Morita, Cambourakis, 2020.
- Que la pluie ne m'abatte[7], poème traduit par Hélène Morita, avec une note de Taijirō Amazawa, Jentayu, 2020[8].

## Adaptations et inspirations

### Adaptations
- Matasaburō, l'enfant du vent est une adaptation de la nouvelle Matasaburo, le vent par le réalisateur Kōji Shima en 1940.
- Goshu le violoncelliste a fait l'objet d'une adaptation particulièrement fidèle en animation par le réalisateur japonais Isao Takahata en 1981[9]. Le film a remporté le prix Ôfuji.
- Train de nuit dans la Voie lactée est une adaptation japonaise en long métrage d'animation, par Gisaburō Sugii en 1985 ; dans ce film animé, les héros sont de jeunes animaux[9].
- Budori, l'étrange voyage, réalisé à nouveau par Gisaburō Sugii en 2014 et reprenant le style de personnages de chats anthropomorphes du film précédent[9].

### Inspirations
- Le manga Galaxy Express 999 de Leiji Matsumoto s'inspire de Train de nuit dans la Voie lactée.
- Le film d'animation Spring and Chaos sorti en 1996 présente la vie de Miyazawa.
- L'Île de Giovanni n'est pas une adaptation mais fait de nombreuses références à Train de nuit dans la Voie lactée (en particulier le nom de Giovanni dans le titre est un des personnages de la nouvelle de Miyazawa)
- Le jeu vidéo Ihatovo Monogatari (en) est consacré à l’œuvre de Miyazawa, par ailleurs personnage non jouable[10].
- Le manga Planetes de Makoto Yukimura voit ses phases 8 et 9 avoir un titre fortement inspiré de son poème "Avec une fleur noire appelée Sakinohaka" et ledit poème être cité au début de la seconde des susmentionnées phases.

## Hommages
(5008) Miyazawakenji, un astéroïde découvert en 1991, a été baptisé en son honneur.